# El País Valenciano
|  | Aquest article tracta sobre la guia de viatges de 1962. Si cerqueu la publicació setmanal de 1935, vegeu «El País Valencià (publicació)». |

El País Valencià (publicat, originàriament en castellà, com El País Valenciano) és una guia de viatges escrita per Joan Fuster i Ortells i publicada per Destino el 1962. Com el seu nom indica, està dedicada al País Valencià.

## L'obra
El País Valenciano formava part de la col·lecció Guías de España, on diversos autors realitzaven una guia de viatge de cadascuna de les regions de l'estat. Tot i que en un principi l'encarregat d'escriure-la havia de ser el redactor del diari Levante, José Ombuena, finalment l'editorial Destino va encarregar a Fuster la realització del volum sobre el País Valencià.
Publicada el 1962, mateix any que dos de les obres més polítiques de Fuster, Qüestió de noms i Nosaltres, els valencians, esta obra divergeix d'aquelles dos en el fet de ser publicada en castellà, fet que li va permetre tindre una repercussió que la literatura en valencià no tenia per aquelles dates, i també divergeix en el fet de tractar-se d'una obra amb escàs contingut de caràcter polític, si bé a El País Valenciano Fuster realitza una narrativa on la psicologia col·lectiva és la base que explica la identitat valenciana contemporània, de la mateixa manera que ho va fer a Nosaltres, els valencians.

## Conseqüències
El disgust d'Ombuena pel fet de no haver estat elegit per a realitzar l'obra li va portar a fer una campanya en premsa criticant fortament l'obra, provocant una reacció contrària per elements conservadors del País Valencià, amb polèmics articles negatius al diari Levante primer, i a Jornada i Las Provincias posteriorment.
També Francesc Almela i Vives es va sumar a la campanya, i el 1965 publicaria la seua pròpia guia Valencia y su reino. La campanya, dirigida de manera deliberada, va donar-li gran publicitat al llibre, a més de provocar que un ninot d'un fuster d'ofici fóra cremat a la Cavalcada del ninot. Després dels incidents, Joan Fuster no va tornar a publicar a la premsa valenciana del Movimiento. D'esta època daten les seues primeres col·laboracions a Correo Catalán (1961-66).
Tanmateix, Fuster va jutjar com a positius els efectes de la polèmica, ja que de retruc les seues propostes polítiques i culturals van guanyar visibilitat i la bel·ligerància dels sectors franquistes li va fer guanyar la simpatia dels sectors liberals i suports entre diferents sectors intel·lectuals i entre els joves universitaris, el públic que Fuster volia per a la seua obra política. Entre el sector del valencianisme que sí que es va desmarcar de Fuster durant esta polèmica trobem la gent del grup Torre, amb qui ja havia tingut enfrontaments dialèctics des de principis de la dècada de 1960. Estes discussions portaren a la divisió absoluta durant la Transició política, on Xavier Casp i Miquel Adlert abraçaren el secessionisme lingüístic. No farien així altres dels signants de la carta a Serra d'Or, ni Manuel Sanchis Guarner qui, tot i la discrepància amb Fuster, s'havia mantingut al marge de les polèmiques dels anys 60 i trencaria relacions amb el grup Torre després que estos es manifestaren públicament en contra de les idees de Fuster mentre durava la campanya de premsa en contra del suecà.

## Versió en català
Quan Joan Fuster decideix incorporar a la seva obra completa una versió traduïda al català de El País Valenciano, l'acompanya d'una introducció on fa referència, de manera especial, a la recepció poc amistosa que havia tingut.
| «           | El País Valenciano fou confeccionat sense propòsits «maliciosos». Intentava respondre al to merament «literari» que les guies de Destino tenien i tenen: m’hi havien precedit Josep Pla i Carles Soldevila, Pío Baroja i José María Pemán, i més i més variats escriptors, tots els quals hi aplicaren, respecte a la «regió» privativa, una òptica lliure, segons el tarannà de cadascú. No crec haver-me’n desviat massa. | » |
| — J. Fuster | |   |

Va sortir dins del volum Obres completes III. Viatge pel País Valencià editat per Edicions 62 el 1971.